# Enhörna

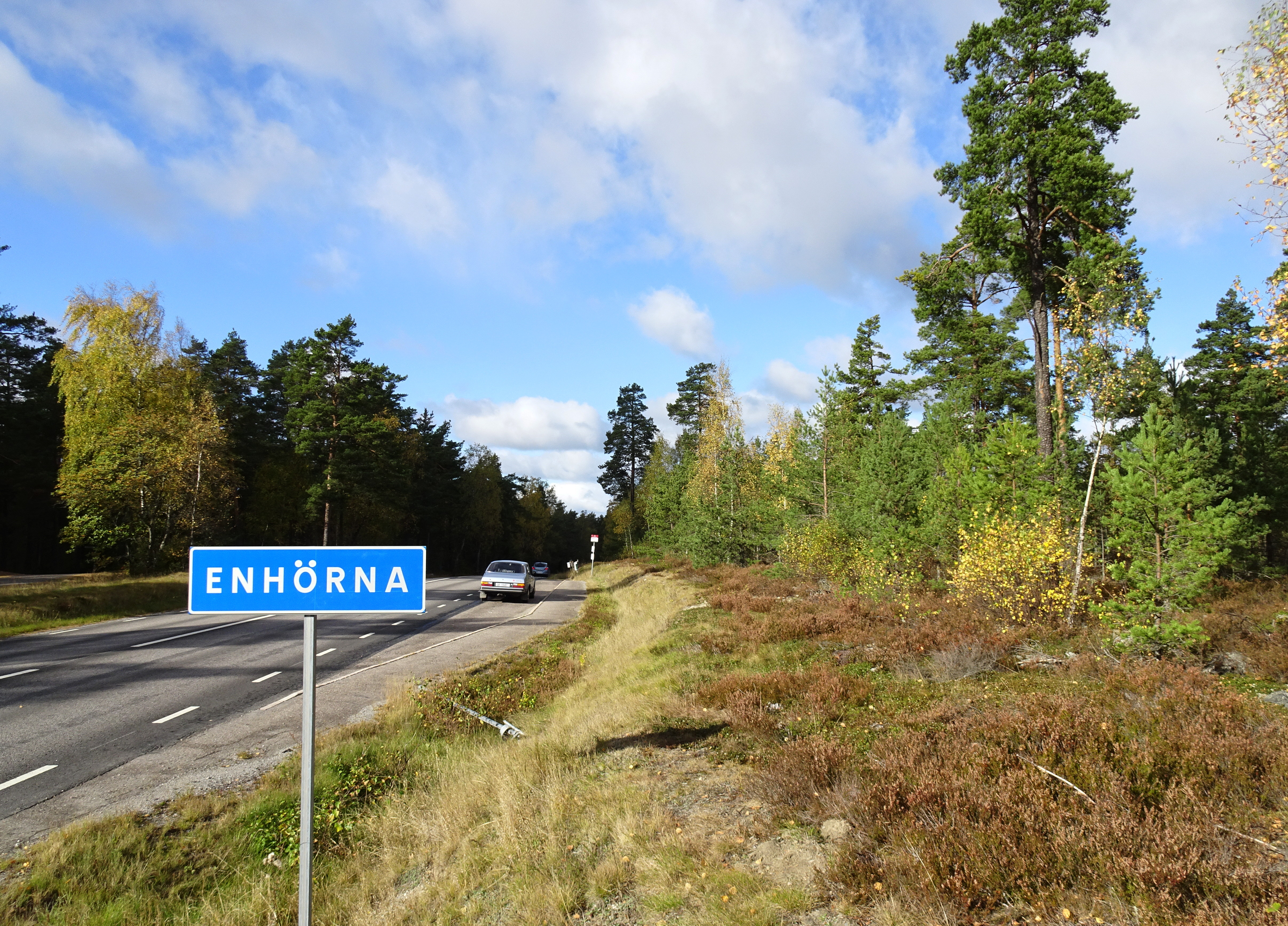
Enhörna, vägskylt vid Enhörnaleden.

Enhörna eller Enhörnalandet är en halvö i Mälaren, belägen söder om Adelsö, nordost om Mariefred och nordväst om Södertälje i Södertälje kommun, Södermanland. Enhörna landskommun införlivades 1967 i Södertälje stad samtidigt som halvön överfördes från Södermanlands till Stockholms län.

## Historik

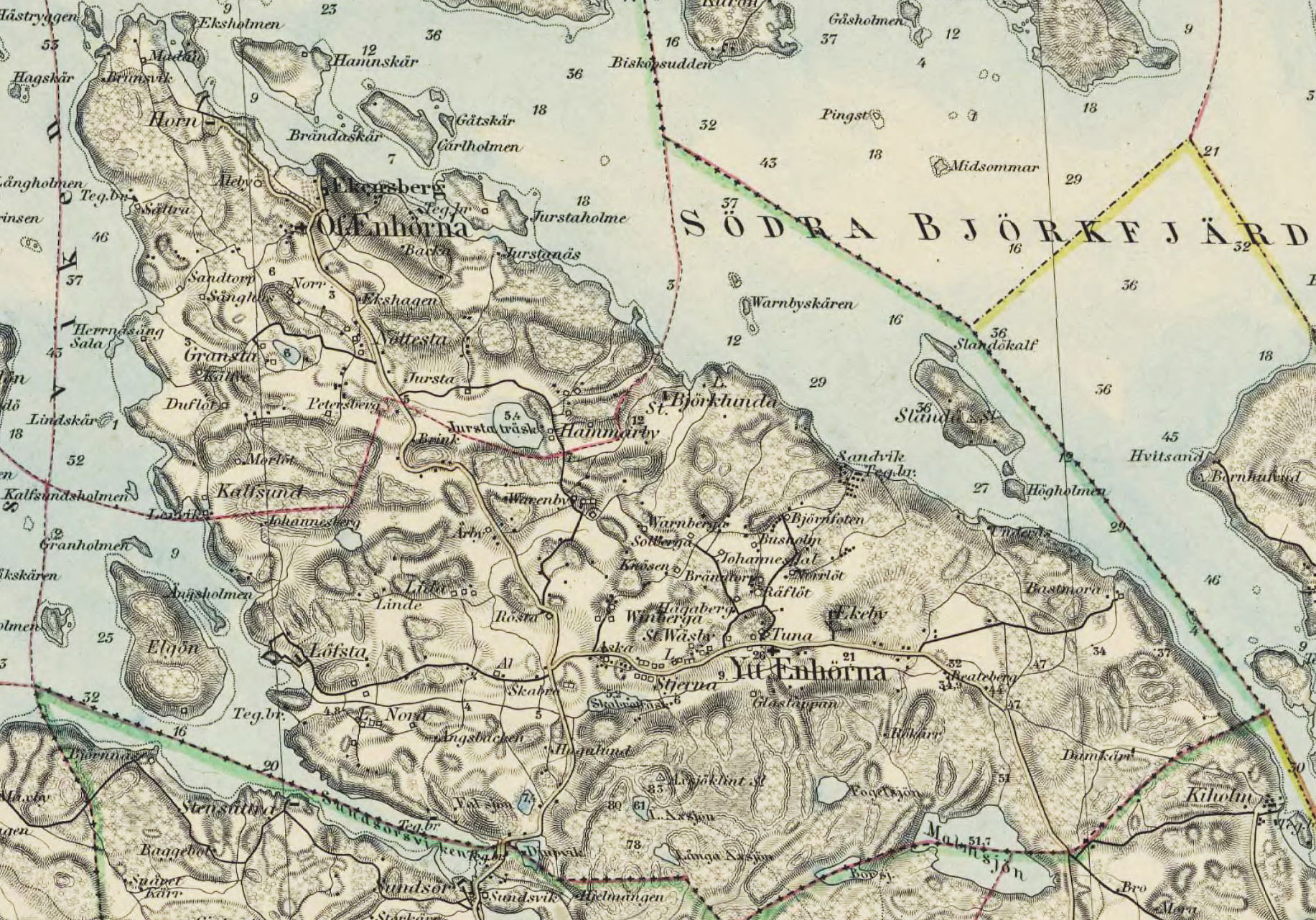
Generalstabskartan från 1873.

Fornlämningar visar att området har varit bebott sedan stenåldern. Fynd av stenyxor och verktyg i sten har på träffats på flera platser. Vid den tiden  utgjordes Enhörna av ett skärgårdslandskap bestående av små öar och norra delarna låg fortfarande under vatten. 
Under järnåldern var vattennivån cirka 5 till 10 meter över nuvarande. Större delen av socknarnas fornlämningar härrör från den perioden. En runinskrift invid norra fasaden på Ytterenhörna kyrka indikerar ett tidigt kristet inflytande. Många ortnamn har naturförklaringar eller ändelsen -sta och -by vilka kan härstamma från järnåldern. Under sen vikingatid fanns 19-27 byar bland dem Tuna, Varneby, Rösta, Nöttesta samt Hammarby. Vägnätet mellan bebyggelselägena härstammar till stor del från yngre järnålder.
Äldsta skriftliga belägg för Enhörna är i ett kungligt brev från år 1276 då Magnus Ladulås överlät egendomen Hosaby in Enhørne till biskopen i Strängnäs. På medeltiden bildades två socknar på halvön, Ytterenhörna socken och Överenhörna socken. 
Vid kommunlagsreformen 1863 blev var och en av de båda socknarna dels en landskommun och dels en församling. Vid årsskiftet 1947/1948 lades de båda kommunerna ihop till Enhörna landskommun och de båda församlingarna ihop till Enhörna församling. Enhörna låg då fortfarande i Södermanlands län. Vid årsskiftet 1966/1967 gick Enhörna landskommun upp i Södertälje stad och kom samtidigt att ingå i Stockholms län. Sedan 1989 har Södertälje kommun en kommundelsnämnd för Enhörna.

## Landskapet och bebyggelsen

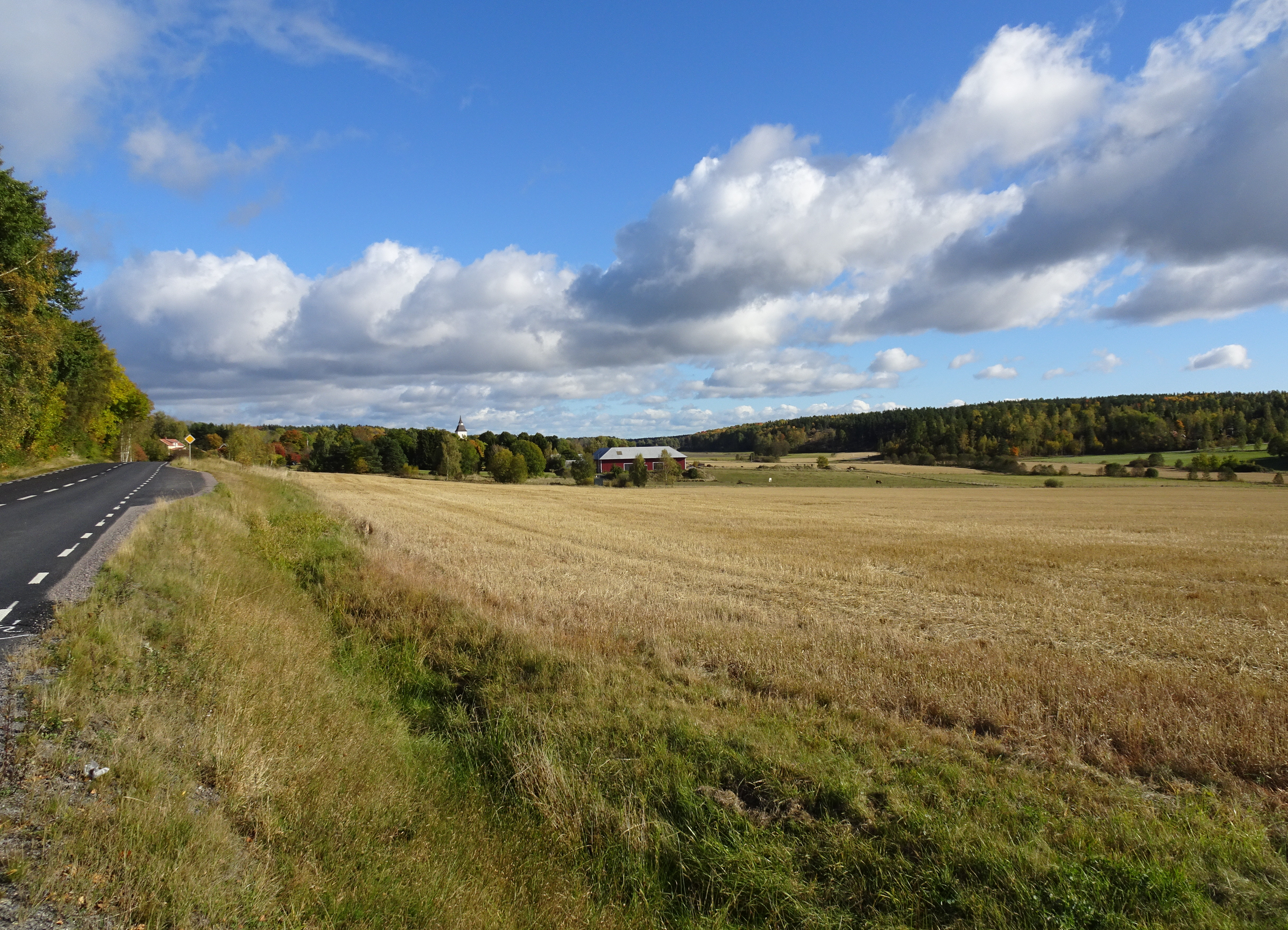
Landskapet med Ytterenhörna kyrka.

Enhörnahalvön begränsas i öster av Södra Björkfjärden och i väster av Gripsholmsviken. Landskapet är ett för Södermanland typiskt sprickdalslandskap med dalgångar och partier av berg, vilka är idag till stor del skogklädda. På Enhörnalandet finns ett flertal vackra, ålderdomliga byar. Nämnas kan byarna Tuna, Stjärna och Aska. Ett flertal mindre gårdar ligger på rad efter små grusvägar som leder genom området mellan Enhörnavägen och Mälaren i väster, bland dem Sandtorp, Sånghus, Duvlöt, Kalvsund och Söderby. 
Bland övrig bebyggelse finns exempelvis sommarstugeområdet Vattubrinken, badorten Sandviken och villasamhället Ekeby. I Ekeby finns affär med post. Enhörnas skola heter Vallaskolan som ligger på Sandviksvägen 60. Det är en F-6 skola (från förskola till årskurs 6) med drygt 300 elever. I Enhörnas gamla skolbyggnader vid Överenhörna kyrka finns sedan nedläggningen 1966 Enhörna hembygdsmuseum.
Större gods är Horn och Ekensberg i Överenhörna socken samt Lövsta och Ekeby i Ytterenhörna socken.
Landskapet runt Ytterenhörna kyrka är klassat som riksintresse för kulturmiljövården. Främsta motiv för riksintresset är ett väl hävdat odlingslandskap, ålderdomliga byar, vägnätet och själva kyrkan. Enhörnalandet präglas av alltjämt hävdad odlingsbygd. Södertälje kommuns omfattande exploateringsplaner kan vara ett hot mot denna miljö och har väckt motstånd bland invånarna.
Längst i väster, vid Mälaren och strax söder om Lövsta gård ligger Parkudden-Lövsta naturreservat som bildades 1992 och omfattar 19,8 hektar land. I Mälaren utanför reservatet märks Älgön med dovhjort och annat vilt som jagas.

## Tegelindustrier

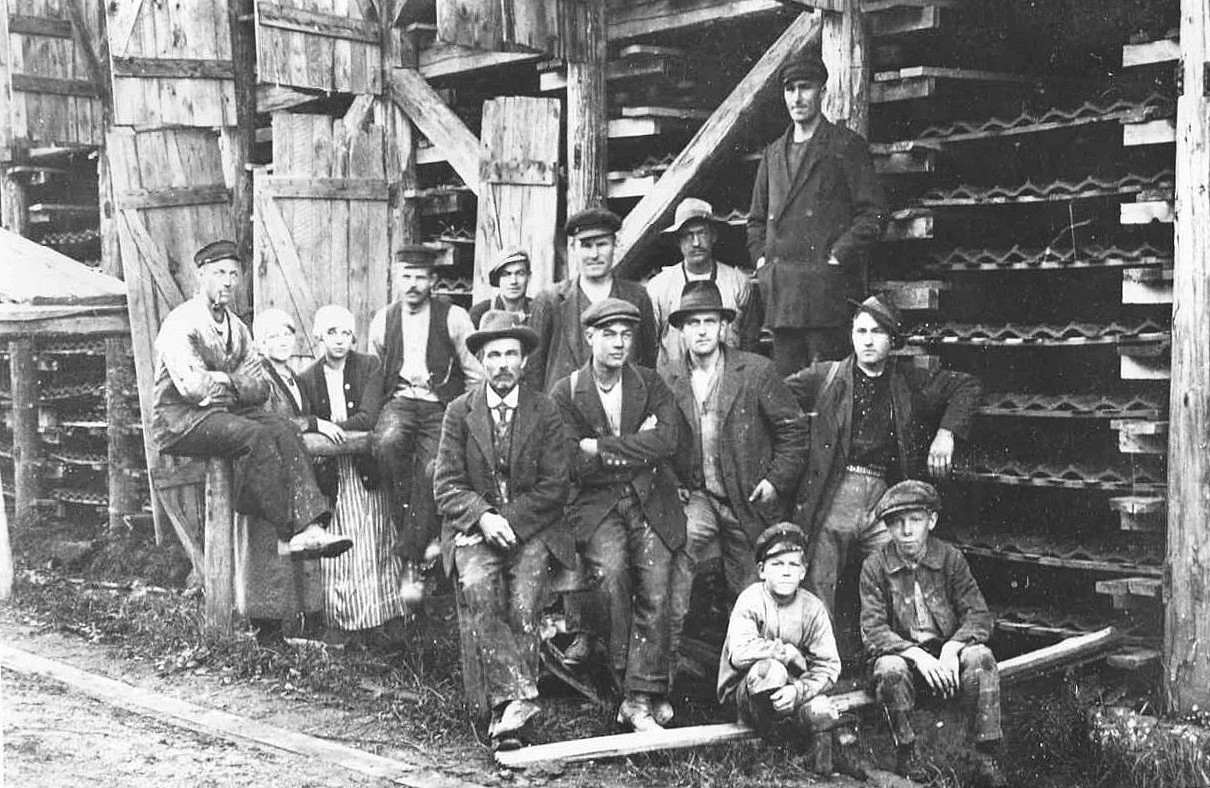
Arbetare vid Lövsta tegelbruk 1915.

På Enhörna låg ett tiotal dokumenterade tegelbruk som har varit i drift från medeltiden ända fram till 1979 då Sundsörs tegelbruk lade ner sin produktion. Brukens blomstringstid rådde från mitten av 1800-talet och en bit in på 1900-talet när efterfrågan av murtegel var som störst i det växande Stockholm. Tegelbruken var knutna till några gårdar som på så vis kunde förbättra sin inkomst. Arbetskraften kom huvudsakligen från Enhörnas byar. Även kvinnor och barn arbetade vid bruken. Här kan nämnas:
- Hornsättra tegelbruk som ägdes av  Horns säteri
- Lövsta tegelbruk som ägdes av Lövsta gård
- Lerviks tegelbruk som ägdes av Mälardalens tegelbruk
- Ekensbergs tegelbruk som ägdes av Ekensbergs säteri
- Sandvikens tegelbruk som var ett egenständigt bruk

## Kommunikationer
Enhörna har dagliga bussförbindelser (busslinje 787) med SL till Södertälje. Sommarhalvåret anlöper ångbåtar till Stockholm, Mariefred och Birka bryggorna i Sandviken och Ekensberg (S/S Mariefred och S/S Ejdern). De närmaste järnvägsstationerna är fjärrtågsstationen Södertälje Syd, regionaltågsstationen i Nykvarn och pendeltågsstationen Södertälje centrum. 

## Bilder

Byggnader (urval)
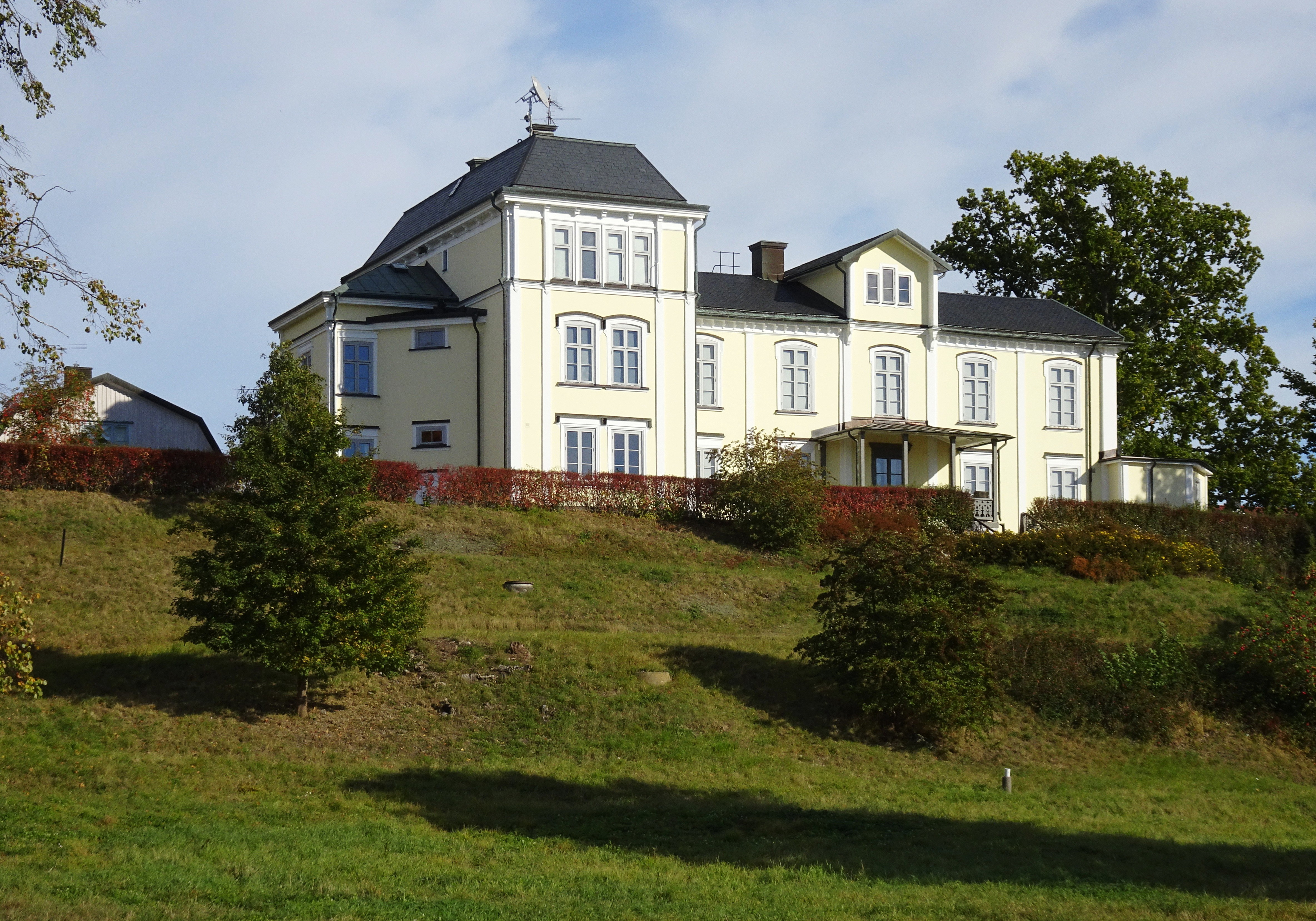
Lövsta gård
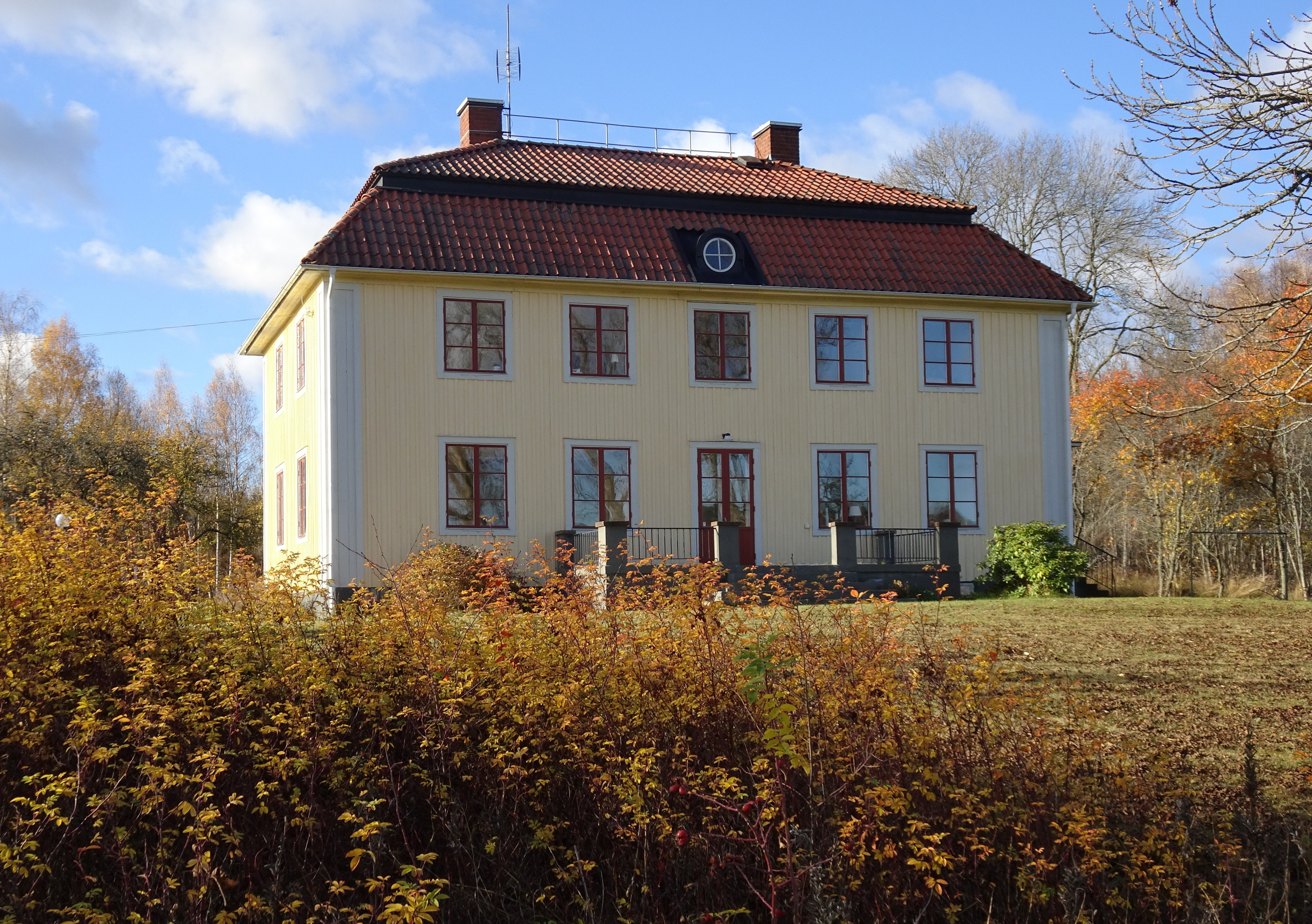
Rävlöt prästgård
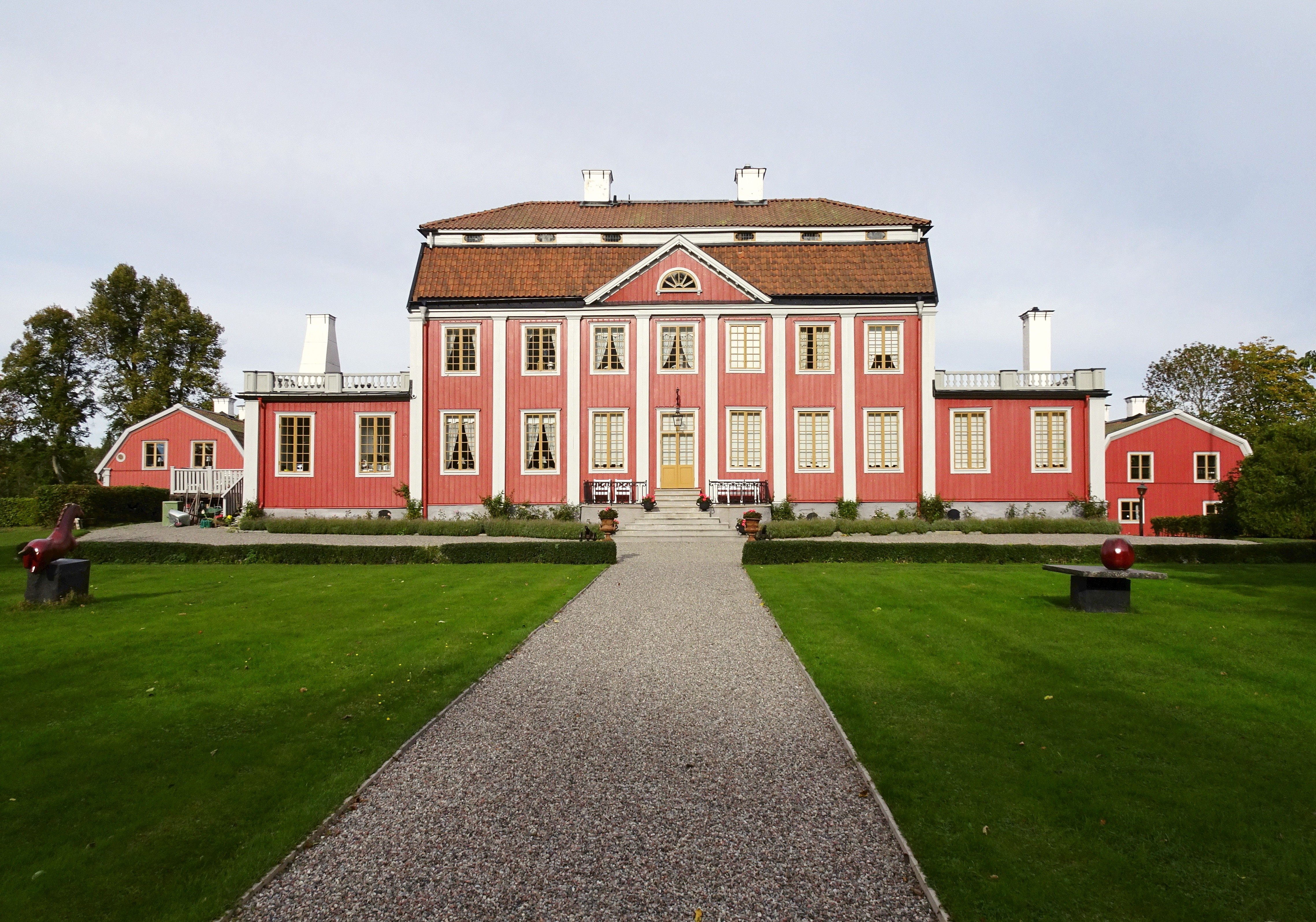
Horns säteri
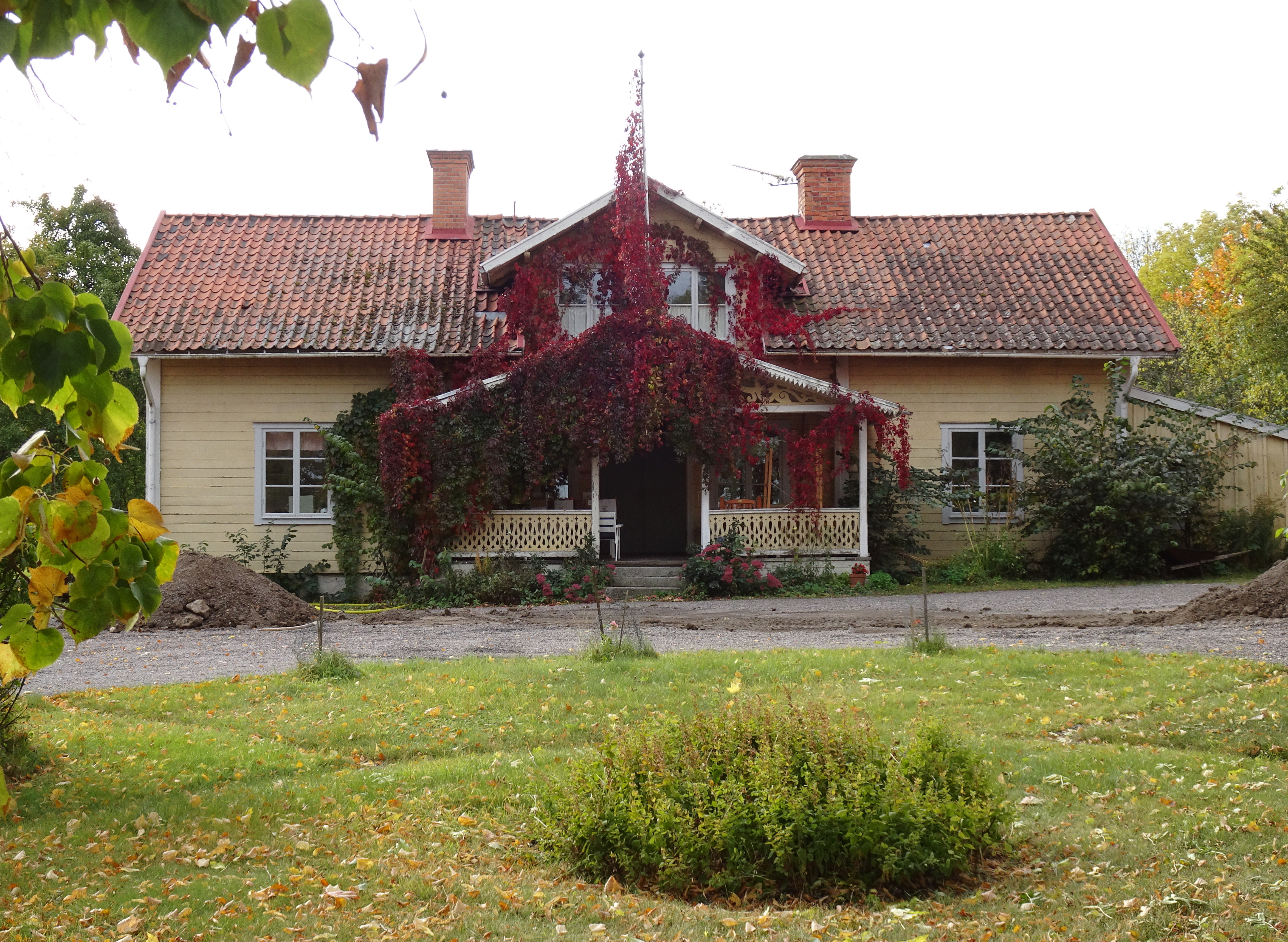
Äleby prästgård
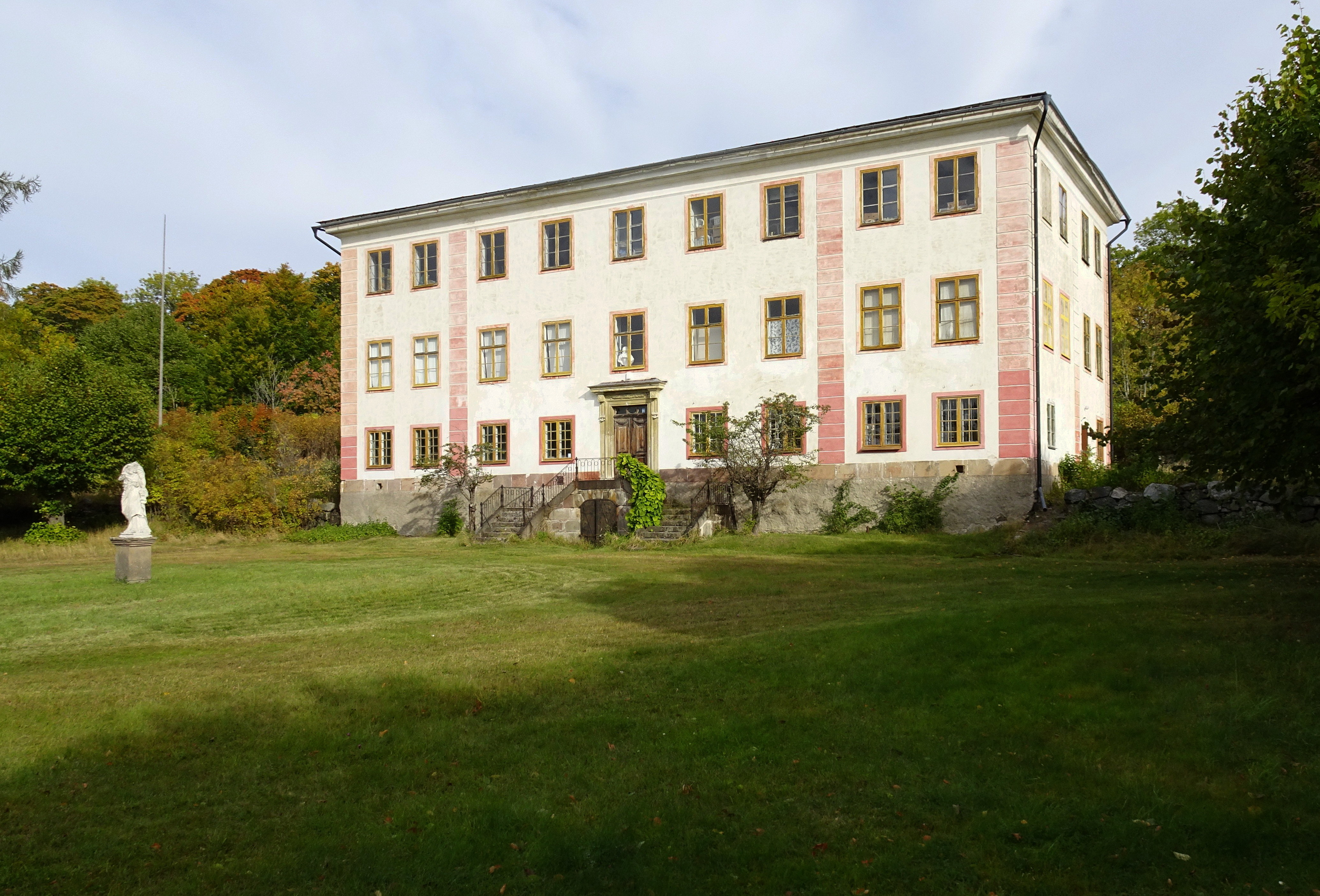
Ekensbergs säteri

Naturen
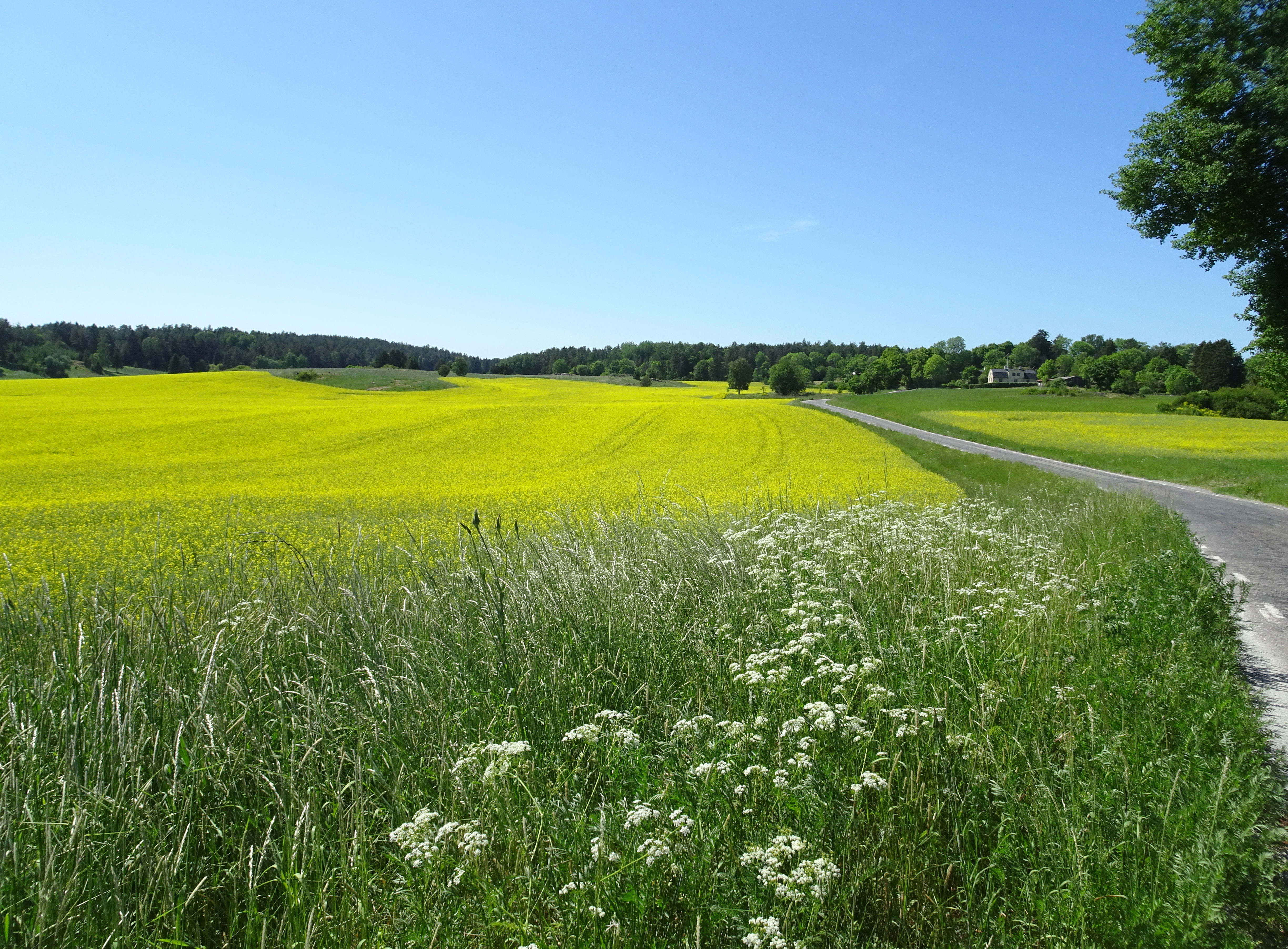
Enhörnas kulturlandskap på våren
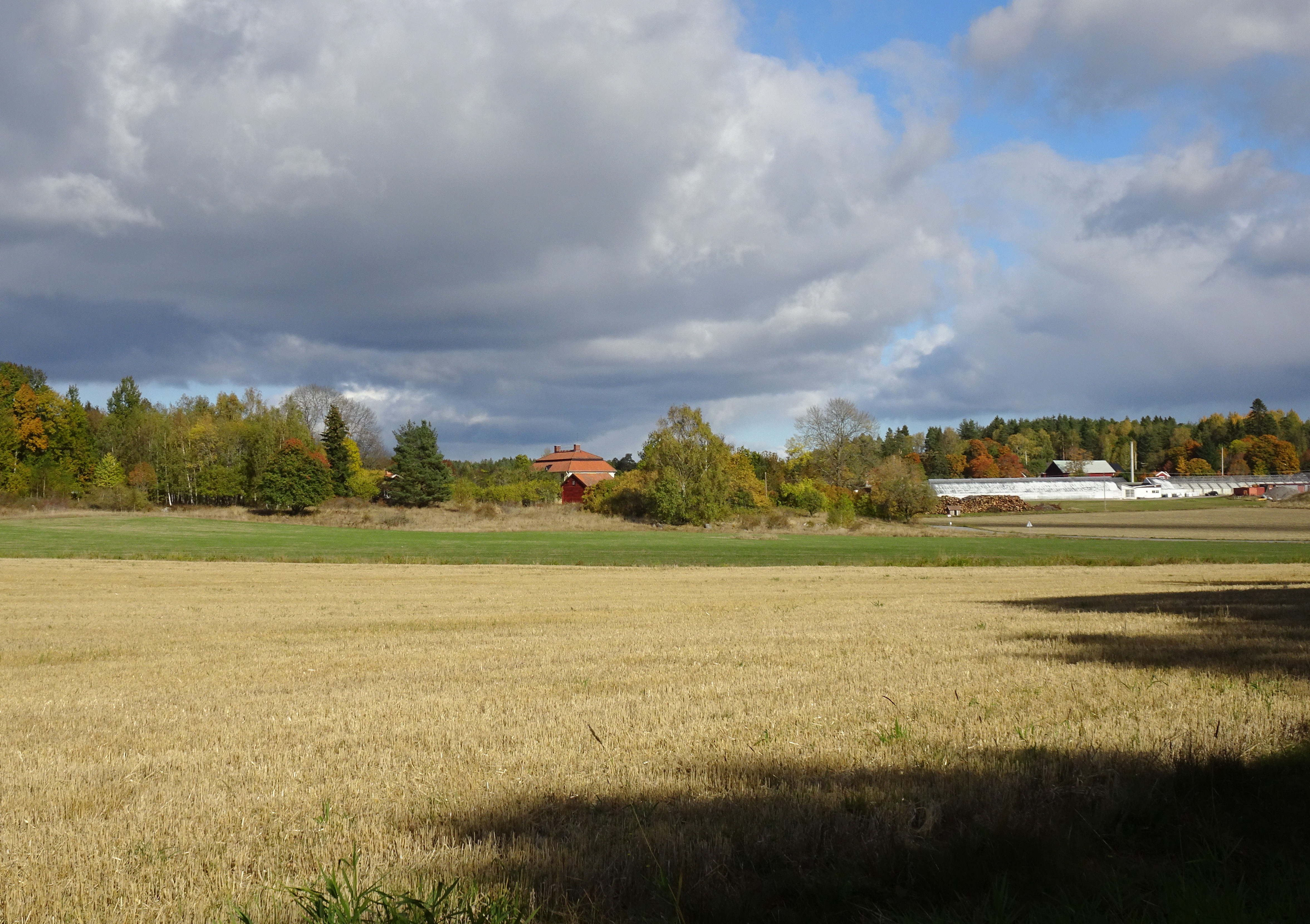
Enhörnas kulturlandskap på hösten
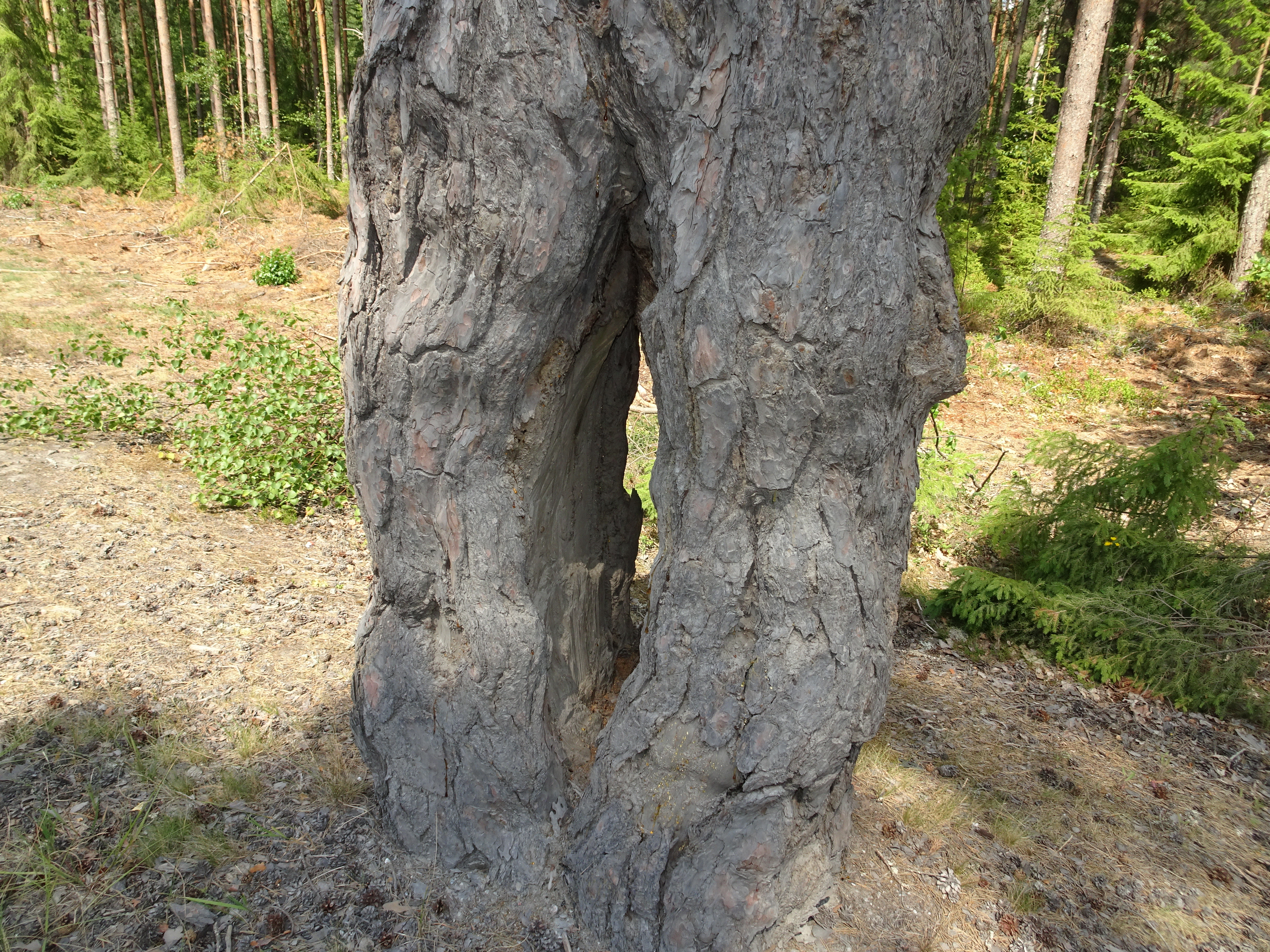
Trolltallen
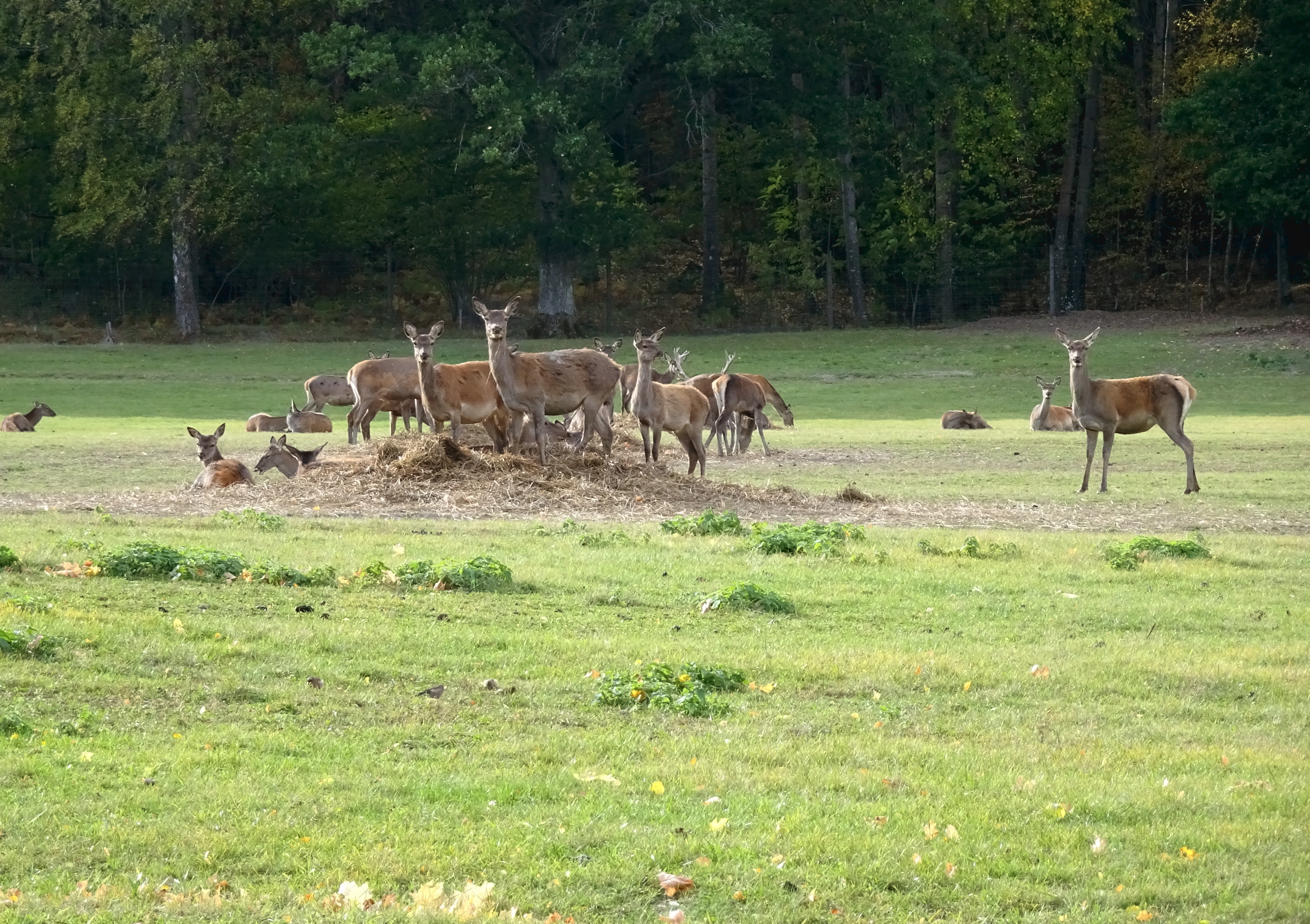
Hjortar vid Horns säteri
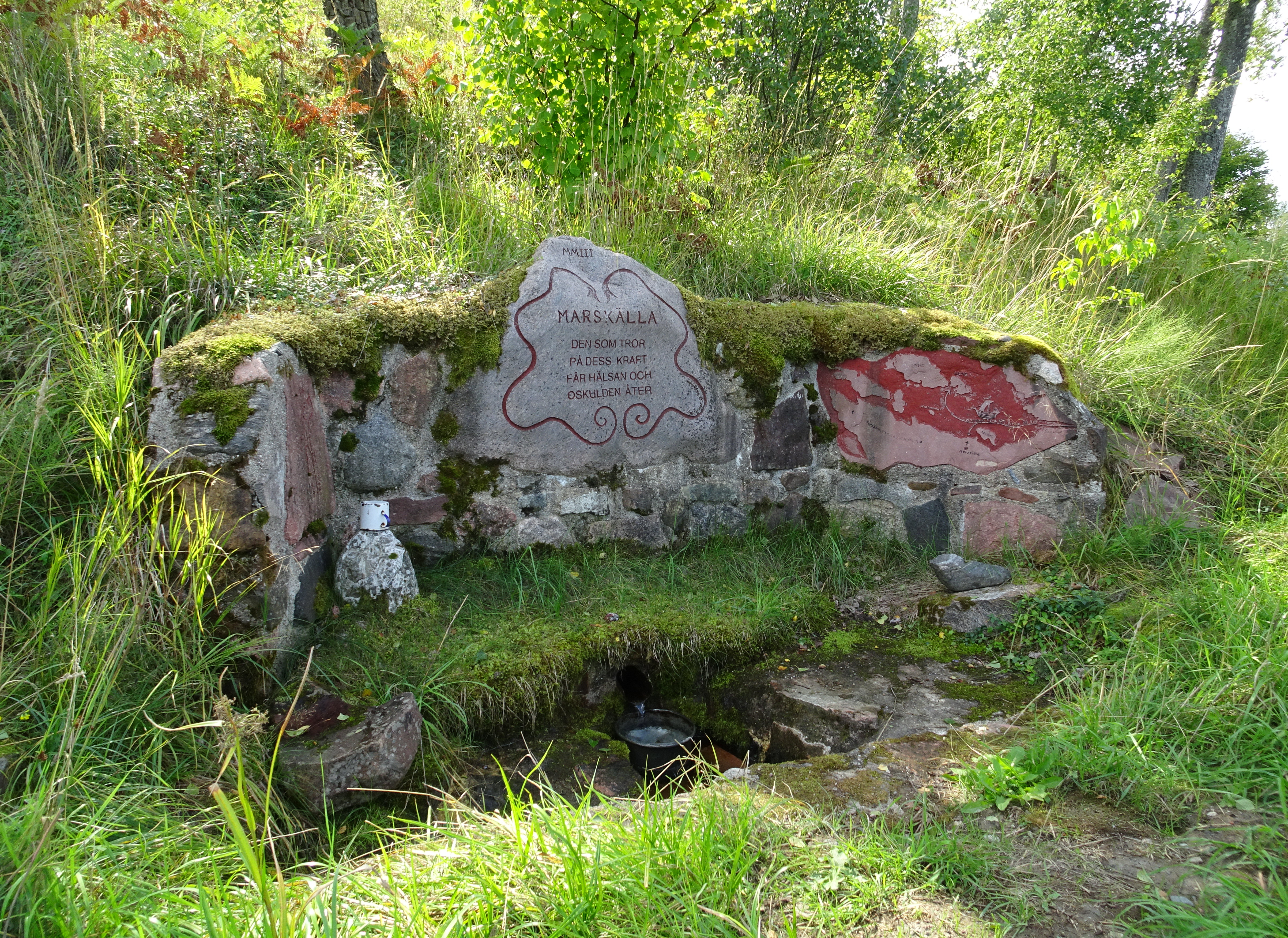
Mars källa